# Rod (band)
 For alternative betydninger, se Rod. (Se også artikler, som begynder med Rod)
ROD er et rockband der spiller hård rock med dansksprogede tekster. 
Bandet er dannet af vokalisten Ulle Bjørn Bengtsson (Tekster og komposition), guitaristen Benjamin Hammerum (Komposition) og manageren Rasmus Jakobsen.  

## Historie
ROD udsendte deres debut-cd ”Det brænder i kroppen” i januar 2008. 
Sangene er er hovedsageligt komponeret af Bengtsson og Hammerum. 
Det musikalske udtryk har hovedvægten på tung guitarrock, med enkelte afstikkere til folk og i den anden ende hardcore. Bengtssons tekster er skrevet i et lyrisk og metaforistisk sprog, der kræser om kærlighed, mellemmenneskelig ulighed, indre konflikter, samt globale problematikker. 
I 2009 udsendte gruppen deres 2. album "Mod alt hvad vi forventer", som har en mere "fuzzet" sound. Albummets 3. nummer "Du kan mærke", viser bandets dynamiske og ekspressive spændvidde. Bengtsson og Hammerum komponerede og arrangerede "Mod alt hvad vi forventer" sammen med Olsen. Teksterne er igen af Bengtsson.   
ROD blev opløst i 2010. Bengtsson udgav i 2016 alias Ulyd debutalbummet Puls, og har desuden udgivet en række albums med BengtssonSydow. Hammerum og Olsen formede Black Seagull der i 2013 udkom med Random Satellites. 

## Besætning
- Ulle Bjørn Bengtsson: Vokal og elektronisk.
- Benjamin Hammerum: Guitar og elektronisk.
- Bjarni Olsen: Guitar.
- Jesper Edvardsen: Bas.
- Kalle Mathiesen: Trommer.

## Diskografi
- Det brænder i kroppen (2008) (Blahblahblah Records) (BBRCD 00701)
- Mod alt hvad vi forventer (2009) (Blahblahblah Records) (BBBRCD 00901)

## Links

### Anmeldelser
http://gaffa.dk/anmeldelse/27812 Arkiveret 2. marts 2017 hos  Wayback Machine
http://www.undertoner.dk/2009/07/rod-mod-alt-hvad-vi-forventer/
http://www.tjeck.dk/rod-mod-alt-hvad-vi-forventer/